# Лиманское (Днепропетровская область)
Лиманское (укр. Лиманське) — село,
Карабиновский сельский совет,
Павлоградский район,
Днепропетровская область,
Украина.
Код КОАТУУ — 1223583803. Население по переписи 2001 года составляло 217 человек .

## Географическое положение
Село Лиманское находится на правом берегу реки Березнеговатая,
выше по течению на расстоянии в 1,5 км расположено село Максимовка (Синельниковский район),
ниже по течению на расстоянии в 5,5 км расположено село Новоалександровское.
Река в этом месте пересыхает.
Через село проходит автомобильная дорога Т-0426.